# Паринирвана
Паринирвана (sanskrit: परिनिर्वाण, parinirvāṇa; пали: परिनिब्बाण, parinibbāṇa; кинески: 般涅槃, bō niè pán) у будизму јесте коначна нирвана, која се догађа у тренутку смрти некога ко је достигао потпуно пробуђење (bodhi). Она подразумева ослобађање од круга препорађања (saṃsāra), као и пропадање састојака бића (skandha).
Будина паринирвана описана је у Mahaparinibbana sutti. Због своје обимности и мноштва детаља, Mahaparinibbana sutta (припада Theravada традицији), иако је записана неколико стотина година после Учитељеве смрти, коришћена је као основни извор података у већини стандардин студија о Будином животу.

## Историја
Описи догађаја који су пратили Будину паринирвану могу се наћи у добром делу будистичке канонске литературе. Поред pāli Mahāparinibbāna sutte и њених превода на санскрит, о овој теми се говори и у Saṃyutta nikāyi (6.2.5) и неколико њезиних пандана на санскриту (T99 p253c-254c), затим Ekottara-āgami (T125 p750c) и другим раним сутрама сачуваним на кинеском, као и у многим Vinayama раних будистичких школа, такође сачуваних на кинеском, као што су sarvāstivāds и mahāsāṅghika. Историјски догађај Будине parinirvāṇe такође је описан у каснијим делима, као што су Buddha-ćarita и Avadāna-śataka, на санскриту, и Mahāvaṃsa, на палију. 
Према Bareau, најстарији делови ових повести јесте извештај управо о самој Будиној parinirvāṇi у Kuśinagari и погребној церемонији која је уследила. Све остале детаље он сматра каснијим додацима, са мало историјске вредности.
Насупрот овим делима која Будину parinirvāṇu као биографски догађај, Mahāyāna Mahāparinirvāṇa Mahā-sūtra, била је написана неколико стотина година касније. Нирвана сутра не даје детаље историјских догађаја на дан саме parinirvāṇe, сем Будине болести и Ћундиног даривања хране, нити било којег догађаја које је томе претходио или следио. Уместо тога, догађај је искоришћен као повод за стандардно израђавање идеала mahayane, као што су учења о tathagata-garbha / buddha-dhatu, вечности Буде, сотериолошкој судбини иццхантика и тако даље.

## У махајана књижевности
Према Mahayana Mahaparinirvana Mahā-sūtri (такође се назива и Nirvana sutra), Буда је подучавао да је паринирвана подручје вечног, блаженства, сопства и чистоте. Др Paul Williams тврди да се у овом огледа Будино киришћење појма „сопство“ како би придобио друге, не-будистичке аскете. и део на којем Williams заснива своју тврдњу јесте секундарног, централноазијског порекла -- остали делови сутре су написани у Индији.
Guang Xing каже да махајанисти из времена Nirvana sutre разумеју mahaparinirvanu као ослобођено сопство вечног Буде:
‘Једна од главнох тема у MMPS [Mahayana Mahaparinirvana sutra] јесте то да је Буда вечан. Mahayanisti у MMPS заговарају Будину вечност на два начина. Тврде да Буда јесте dharmakaya, и отуда вечан. Даље, Будино ослобођење реинтерпретирају тако као да махапаринирвана поседује четири атрибута: вечност, срећу, сопство и чистоту.’ Само се у махапаринирвани ово Истинско сопство сматра потпуно схватљивим и доступним.
Многи mahayana будисти овакве тврдње не узимају дословно.
Michael Zimmermann, у својој студији о Tathagatagarbha сутри, открива да не само Mahaparinirvana sutra, већ исто тако и Tathagatagarbha sutra и Lankavatara sutra говоре афирмативно о сопству. Zimmermann примећује:
постојање једног вечног, неуништивог сопства, то јест, будинства, јесте очлигледно основно полазиште у Tathagatagarbha sutria … Mahaparinirvanasutra и у Lankavatarasutra означавају tathagatagarbhu изричито као атман [сопство].’
Са друге стране, у раној будистичкој мисли нирвана се одликовала трајношћу, блаженством и чистотом, она је такође виђена као нестанак извора на основу којег настаје „ја сам“ став и изван је сваке могућности рађања обмане о постојању сопства.